# Pseudomegaloolithus
Pseudomegaloolithus es un oogénero de huevos de dinosaurio de la familia Megaloolithidae, que vivió a finales del período Cretácico, en lo que hoy es África (Marruecos) y en Europa (España).

## Descubrimientos

### África
Los primeros descubrimientos se dieron en África (en esta ocasión en Marruecos), en la localidad de Achlouj2. Cerca a unas "Camas rojas" ("Red beds") en las grandes placas de Marruecos, también en Douar Lgara, Tendrara, Marruecos.

### Europa
Hay descubrimientos, en esta ocasión sería España, en las localidades de Cataluña, que son, Blancafort y Perauba-Figuerola.